# Hrot křivky

Semikubická parabola daná rovnicí má hrot v počátku souřadné soustavy

Hrot křivky (také označovaný bod vratu nebo bod úvratu) je v geometrii takový bod křivky, kde je, neformálně řečeno, křivka špičatá – označení „bod vratu“ odpovídá tomu, že pokud by byla křivka kreslena perem, tak se pero v daném bodě zastaví a pak se vydá směrem zpět.
Z formálního hlediska se jedná o jeden ze singulárních bodů, tedy bodů, kde křivka není vyjádřitelná hladkou funkcí, ovšem má v něm v tomto případě tečnu (dokonce v určitém smyslu dvojnásobnou).